# Kotschya parvifolia
Kotschya parvifolia är en ärtväxtart som först beskrevs av Burtt Davy, och fick sitt nu gällande namn av Bernard Verdcourt. Kotschya parvifolia ingår i släktet Kotschya och familjen ärtväxter. Inga underarter finns listade i Catalogue of Life.